# Eugene P. Odum
Eugene P. Odum, mit vollem Namen Eugene Pleasants Odum, (* 17. September 1913 in Newport, New Hampshire; † 10. August 2002 in Athens, Georgia) war ein US-amerikanischer Ökologe. Er gilt als Pionier des Ökosystemkonzeptes. Er etablierte ab 1953 maßgeblich diese verbundene Denkweise in seinen Fundamentals of ecology. Kern dieses Konzeptes ist die Annahme von abgrenzbaren, funktionellen Einheiten der Biosphäre, die durch die Interaktion darin enthaltener Organismen und der unbelebten Umwelt bestimmt sind (Ökosysteme). Die einzelnen Ökosysteme treten untereinander in Kontakt und bilden entsprechend ein globales Ökosystem.

## Leben
Odum war das älteste Kind von Anna Louise Kranz und dem Soziologen Howard Washington Odum. 1934 erwarb er an der University of North Carolina seinen Bachelor, 1936 ebenda seinen Master in Zoologie. Er entschied sich bewusst, an der University of Illinois zu promovieren, einer der damals wenigen Einrichtungen, wo schon ein stärker holistisches Verständnis der Natur ausgeprägt war. 1939 erhielt er den Doktorgrad.
Im selben Jahr heiratete er Martha Ann Huff. Mit ihr hatte er zwei Söhne: William Eugene und Daniel Thomas. Im Herbst 1940 nahm er seine Arbeit im Institut für Zoologie der University of Georgia auf. Gemeinsam mit seinem Bruder Howard T. Odum, ebenfalls Ökologe, untersuchte er in den 1950ern die Savannah River Site und das Eniwetok-Atoll.
1964 wurde er Präsident der Ecological Society of America und entwickelte in der Folge die Theorie von einer „systemischen Ökologie“. In den 1970er Jahren galt er als der bekannteste und bedeutendste Ökologe überhaupt. 1970 wurde er in die National Academy of Sciences, 1975 in die American Academy of Arts and Sciences gewählt. Odum blieb an der University of Georgia bis zu seinem Ruhestand 1984; zu dieser Zeit war er Direktor des Instituts für Ökologie, das er selbst mitgegründet hatte. 1987 wurde er zusammen mit seinem Bruder mit dem Crafoord-Preis ausgezeichnet. Er starb im Jahr 2002.

## Schriften (Auswahl)
- Fundamentals of Ecology (mit Howard T. Odum)
- Ecology
- Basic Ecology
- Ecology and Our Endangered Life Support Systems
- Ecological Vignettes: Ecological Approaches to Dealing with Human Predicament
- Essence of Place (mit Martha Odum)
- Odum, Eugene P.: The Strategy of Ecosystem Development: An understanding of ecological succession provides a basis for resolving man's conflict with nature. Science 164.3877 (1969): 262–270.
- Patten, Bernard C., and Eugene P. Odum: The cybernetic nature of ecosystems. The American Naturalist 118.6 (1981): 886–895.